# Poorman 88
Poorman 88 är ett reservat i Kanada.   Det ligger i provinsen Saskatchewan, i den sydöstra delen av landet, 2 200 km väster om huvudstaden Ottawa.
Omgivningarna runt Poorman 88 är en mosaik av jordbruksmark och naturlig växtlighet. Runt Poorman 88 är det mycket glesbefolkat, med 2 invånare per kvadratkilometer.